# Oonagh Guinness

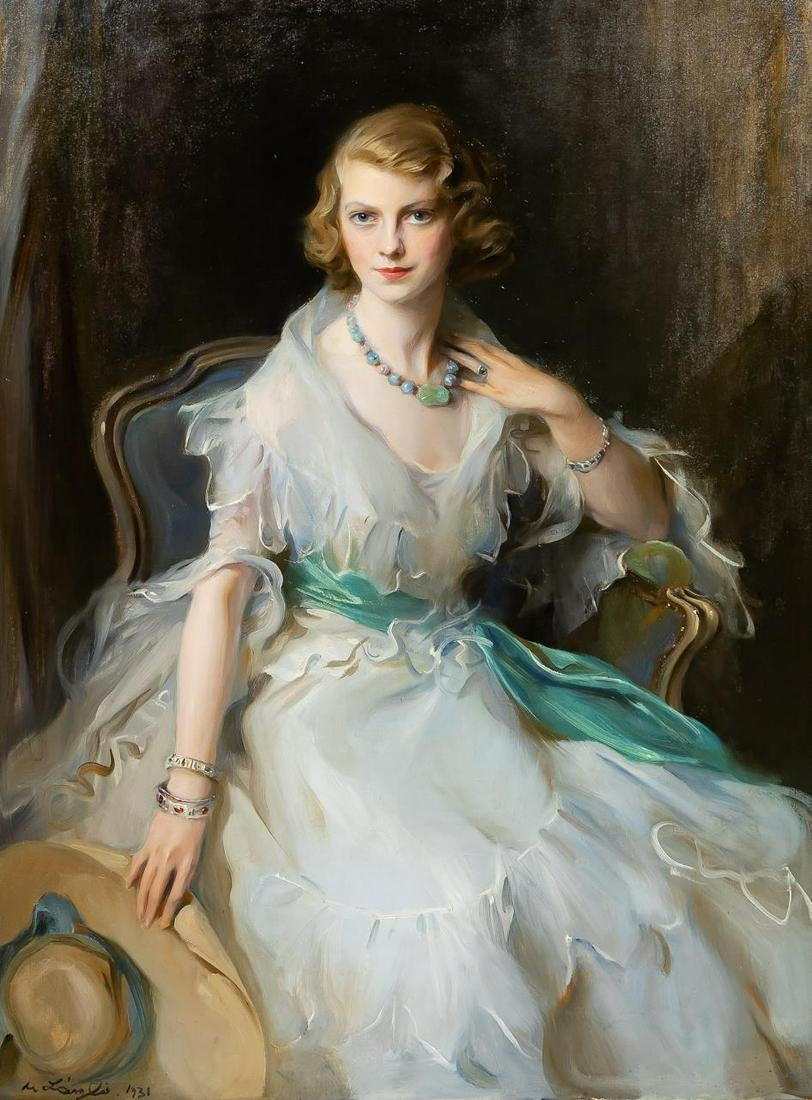
Oonagh Guinness, Porträt von Philip de László, 1931

Oonagh Guinness (* 22. Februar 1910 in London; † 2. August 1995 in Luggala, County Wicklow, Irland) war eine anglo-irische Millionenerbin, Kunstsammlerin und prominente Gastgeberin von Künstlern und Intellektuellen.

## Biografie
Oonagh Guinness war die jüngste der drei Töchter von Ernest Guinness (1876–1949) und Marie Clothilde Russell (1880–1953), der Tochter von Sir George Russell, 4. Baronet. Ernest Guinness war der zweite Sohn von Edward Guinness, 1. Earl of Iveagh (1847–1927). Zusammen mit ihren Schwestern Aileen und Maureen bildete sie die Golden Guinness Girls der britischen High Society der 1920er Jahre.
Mit 19 Jahren verlobte sich Oonagh mit Hon. Philip Kindersley, dem zweiten Sohn des Bankiers Robert Kindersley, 1. Baron Kindersley, und ihr Vater schenkte ihr Luggala, ein Jagdschloss aus dem 18. Jahrhundert im County Wicklow, südlich von Dublin. Die Hochzeit fand 1929 statt; aus der Ehe gingen zwei Kinder hervor, Tessa, die mit 14 Jahren nach einer Diphtherie-Impfung starb, und Gay Kindersley (1930–2011), ein erfolgreicher Springreiter und notorischer Playboy. Die Ehe wurde 1936 geschieden.
1936 heiratete Oonagh Dominick Browne, 4. Baron Oranmore and Browne. Das Paar hatte drei Kinder, Garech Domnagh Browne (1939–2018), einen Sohn, der zwei Tage nach der Geburt starb (1943), und Tara Browne (1945–1966), der bei einem Autounfall ums Leben kam und John Lennon zu dem Song A Day in the Life inspirierte. Oonaghs Ehe mit Dominick Browne wurde 1950 geschieden.
Von 1957 bis 1965 war Oonagh Guinness mit Miguel Ferreras Aciro (1927–1999) verheiratet, einem kubanischen Modedesigner, der sich später als früherer spanischer Faschist herausstellte.
Oonagh Guinness war eine bekannte Gastgeberin, insbesondere nach ihrer zweiten Scheidung 1950. Sie machte Luggala Estate zum beliebten Treffpunkt von Künstlern und Intellektuellen.
Sie starb am 2. August 1995 in Luggala.